# رادیوی باند شهروندان

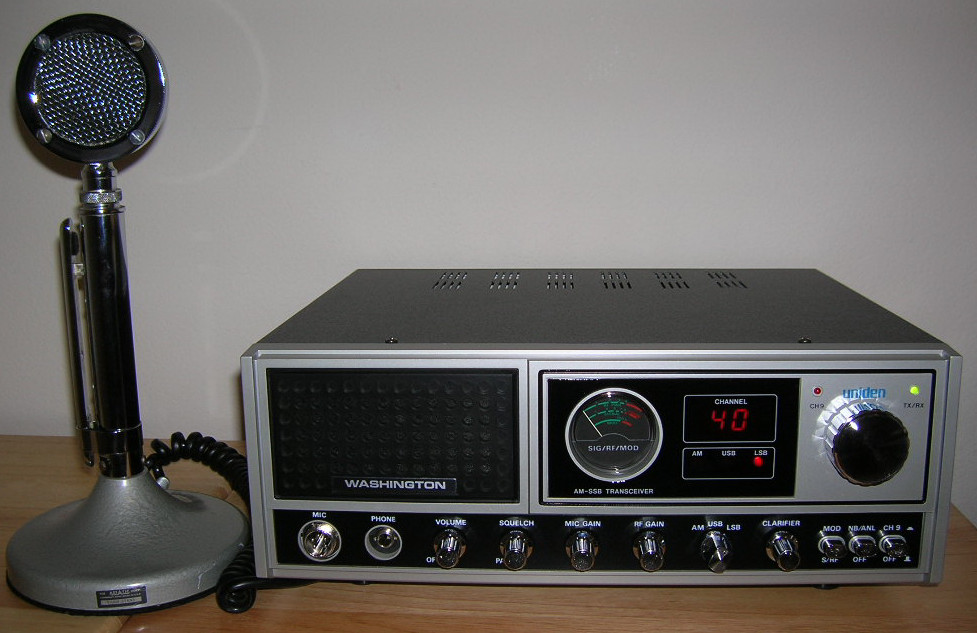
نوعی ایستگاه اصلی ثابت باند شهروندان دهه ۱۹۸۰ با آنتن بیرونی. این رادیو از آنجایی که با برق ۱۳٫۸ ولت کار می‌کند می‌تواند در اتومبیل نیز استفاده شود.

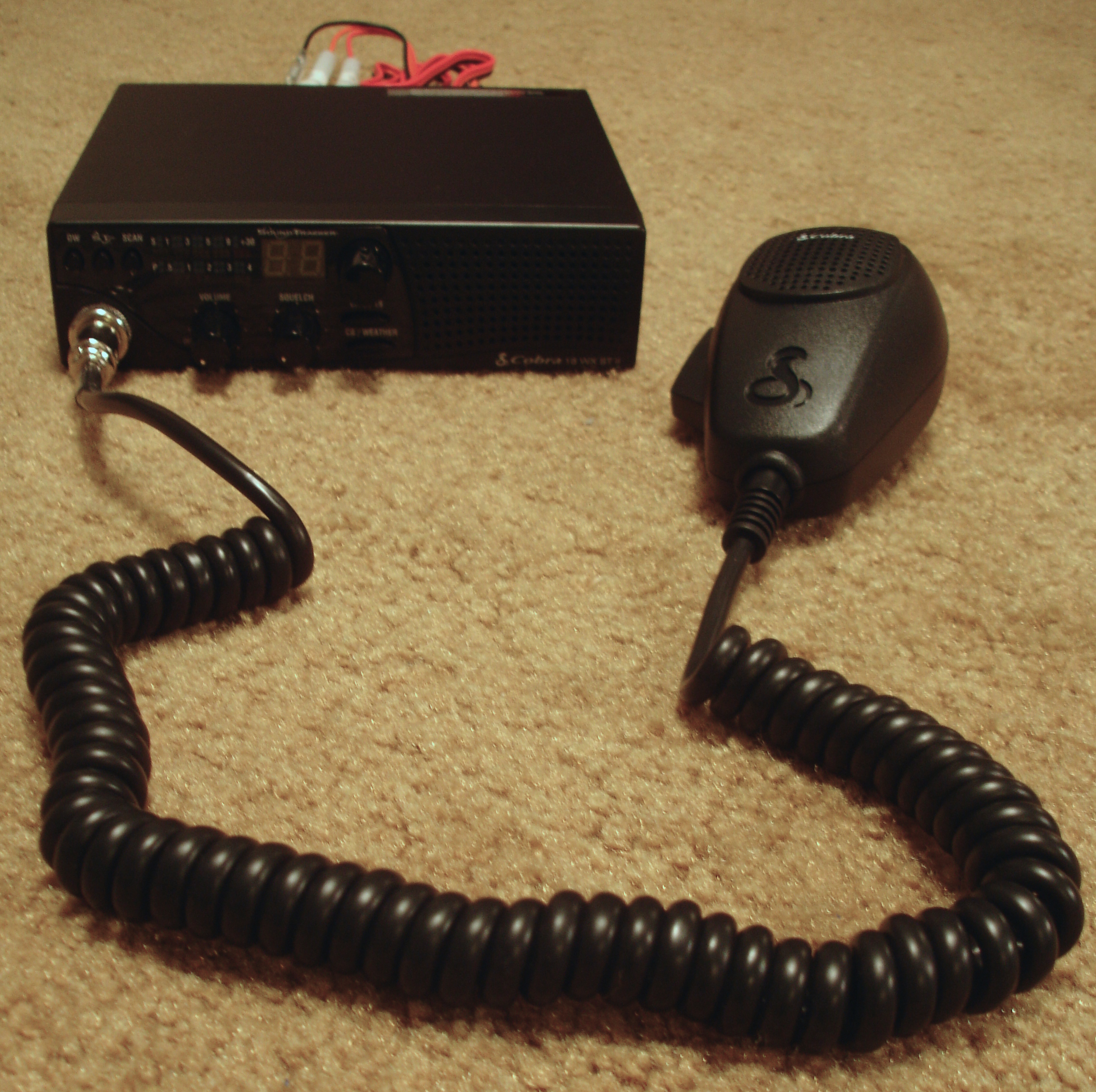
رادیوی باند شهروندان متحرک کبرا ۱۸ دبلیوایکس اس‌تی دو با میکروفون

رادیوی باند شهروندان (انگلیسی: Citizens band radio یا CB radio) در بسیاری از کشورها سیستمی از ارتباطات رادیویی نزدیک-برد است بین اشخاص روی ۴۰ کانال منتخب روی ۲۷ مگاهرتز(11m). باند شهروندان از سیستم‌های سرویس رادیویی خانواده (FRS)، سرویس عمومی رادیویی متحرک (GMRS)، سرویس رادیویی چندکاربردی (MURS) و رادیوی آماتور(اوپراتور رادیوی آماتور(ham)) مجزاست. در بسیاری از کشورها راه‌اندازی سی‌بی رادیو نیازی به مجوز ندارد و بر خلاف رادیوی آماتور ممکن است برای اهداف تجاری یا ارتباطات شخصی استفاده شود. مانند بسیاری از سیستم‌های رادیویی دوطرفه کانال‌های باند شهروندان بین کاربران بسیاری مشترک است. در یک زمان فقط یک استیشن می‌تواند پیام ارسال کند و بقیه باید گوش کنند تا کانال اشتراکی آزاد شود. مرسوم است که ایستگاه‌ها طی سکوت کانال اشتراکی در زمان گفتگو منتظر پخش شدن تک واژه «Break» می‌مانند تا از کانال استفاده کنند.
تعدادی از کشورها سرویس‌های رادیویی مشابهی با استانداردهای تکنیکی متفاوت و نیازمند مجوز ساخته‌اند. در حالی که این سرویس‌ها ممکن است با نام‌های دیگری شناخته شوند مثلاً سرویس رادیوی عمومی در کانادا اما آنها همچنان فرکانس یکسانی را استفاده می‌کنند(۲۶ تا ۲۸ مگاهرتز) و کاربردها و استانداردهای تکنیکی مشابهی دارند.